# 마카레나 가르시아
마카레나 가르시아(Macarena García, 1988년 4월 26일 ~ )는 스페인의 배우이다.

## 작품 목록
- 백설공주의 마지막 키스 (2012)
- 팜트리 인 더 스노우 (2015)
- 홀리 캠프! (La llamada, 2017)